# Saint-Bon
Saint-Bon è un comune francese di 109 abitanti situato nel dipartimento della Marna nella regione del Grand Est.

## Società

### Evoluzione demografica
Abitanti censiti